# Nectárico
| Subdivisões do Pré-Cambriano | Subdivisões do Pré-Cambriano | Subdivisões do Pré-Cambriano | Subdivisões do Pré-Cambriano |
| Éon                          | Era                          | Sistema/Período              | Idade (Ma)                   |
| ---------------------------- | ---------------------------- | ---------------------------- | ---------------------------- |
| Arqueano                     | Eratosteniano                |                              | mais recente                 |
| Hadeano                      | Ímbrico                      | Ímbrico Superior             | 3850-3400                    |
| Hadeano                      | Ímbrico                      | Ímbrico Inferior             | 3880-3850                    |
| Hadeano                      | Nectárico                    |                              | 3920-3880                    |
| Hadeano                      | Grupos Basin                 |                              | 4150-3920                    |
| Hadeano                      | Críptico                     |                              | 4570-4150                    |

Nectárico é um período da escala de tempo geológico lunar, entre 3,92 e 3,85 bilhões de anos atrás. É o período durante o qual a Bacia Nectaris e outras bacias principais foram formadas por grandes eventos de impacto. Ejecta de Nectaris forma a parte superior do terreno densamente coberto com crateras encontrado nas terras altas lunares.

## Relação com a Terra
Atualmente a Terra não tem amostras geológicas conhecidas desta época, o Nectárico lunar tem sido usado como um guia para subdividir o éon Hadeano em pelo menos um trabalho científico notável. A Comissão Internacional sobre Estratigrafia não reconheceu esta época, nem qualquer outra subdivisão Hadeana.